# أوقستو دي ليما
أوقستو دي ليما هو رجل قضاء ومدرس وكاتب وصحفي وموسيقي وشاعر وسياسي برازيلي، ولد في 5 أبريل 1859 في نوفا ليما في البرازيل، وتوفي في 22 أبريل 1934 في ريو دي جانيرو في البرازيل. نشط حزبياً في الحزب الجمهوري ميناس. وقد انتخب federal deputy of Minas Gerais ‏.